# NGC 7057
NGC 7057 (другие обозначения — PGC 66708, ESO 287-17, MCG -7-44-4, AM 2121-424) — галактика в созвездии Микроскоп.
Этот объект входит в число перечисленных в оригинальной редакции «Нового общего каталога».